# شارلوت بردال
شارلوت بردال (انگلیسی: Charlotte Bredahl؛ زادهٔ ۲۱ april ۱۹۵۷ (۶۷ سال)) ورزشکار اهل ایالات متحده آمریکا است.
وی در مسابقات کشوری و بین‌المللی در مجموع برندهٔ ۱ مدال برنز شده‌است.